# 贝尼斯法令
贝尼斯法令或贝奈斯法令（Benešovy dekrety）是第二次世界大战期间，捷克斯洛伐克流亡政府在捷克斯洛伐克国会缺席期间通过的一系列法律的通行称谓（正式名称为共和国总统法令）。今天，该法令中涉及德意志人和匈牙利人在战后捷克斯洛伐克地位的部分仍被经常使用，这些条款已经成为二战期间和战后德意志人从捷克斯洛伐克逃亡和被逐这一争议性历史事件及其今日政治后果的标志。
这些法令由愛德華·贝尼斯於 1940 年 7 月 21 日至 1945 年 10 月 27 日頒布，並於 1946 年 3 月 6 日由捷克斯洛伐克臨時國民議會追溯批准。
這些法令涉及恢復捷克斯洛伐克及其法律制度、去納粹化和國家重建的各個方面。在新聞和政治史中，“貝尼斯法令”一詞是指總統法令和斯洛伐克國民議會關於戰後捷克斯洛伐克的德裔、匈牙利裔和其他族裔的地位的法令，代表了捷克斯洛伐克的法律框架。它基於國際波茨坦協議，规定將德國人全部驅逐出捷克斯洛伐克。
法令的结果就是，幾乎所有的捷克斯洛伐克土地上的德國人和匈牙利人，即使其祖先在二戰前已經在此生活了幾個世紀，或者在德國占領捷克斯洛伐克期間定居在那裡的人都失去了捷克斯洛伐克的公民身份和財產，並被尽数逐出家園。他們中的一些人在1940年代後期的驅逐過程中死亡。 贝尼斯法令在該國不同地區的執行方式不同，其中一些法令僅在波希米亞和摩拉維亞有效，而Slovak National Council (Slovak: Slovenská národná rada (SNR)) 法令則在斯洛伐克執行。
這些法令在捷克共和國和斯洛伐克仍然存在政治爭議，但是它們從未被廢除，仍然被用來沒收斯洛伐克的匈牙利人的財產。